# Eógan Bél mac Cellaig
Eógan Bél mac Cellaig (mort en 543/547). est un roi de Connacht issu des Uí Fiachrach une branche des Connachta. Il est le petit-fils de l'Ard ri Erenn Ailill Molt. Il commence à régner dans la décennie 500.

## Règne
Pendant son règne commence une faide entre les Uí Néill du Nord et les Connachta. Ces derniers sont défaits à Aidne pendant le règne du puissant Ard ri Erenn Muirchertach mac Muiredaig du Cenél nEógain.
C'est également pendant son règne qu'une victoire est remportée lors de la bataille de Claenloch (près de Kinelea, comté de Galway) par les Uí Fiachrach Aidhne une lignée établie dans le sud avec son roi Goibnenn mac Conaill sur Maine mac Cerbaill (frère de Diarmait mac Cerbaill) des Uí Néill du Sud qui est tué en 537. La cause du conflit était le droit à obtenir des otages des Uí Maine. Cette bataille est significative de la scission intervenue entre les Uí Maine et le Cenél Maine de Meath et de la séparation définitive entre les Uí Néill et les Connachta.
La faide d'Eogan avec les Uí Néill du Nord s'achève finalement par la bataille de Slicech (Sligo) en 547 au cours de laquelle il est tué. Selon les Annales d'Ulster les vainqueurs sont les fils de Muichertach; Fergus et Domnall alliés avec Ainmere mac Sétnai et Ninnid mac Duach du Cenél Conaill. Les Annales des quatre maîtres anticipent la date de dix ans elles relèvent cependant :
«  La bataille des Uí Fiachrach s'est déroulée dans la fureur des armes blanches contre Bel, le bétail de l'ennemi rugit avec les javelines, la combat est intervenu à Crinder. Le Sligeach portait à la grande mer le sang des hommes avec leur chair, Ils ont emporté de nombreux trophées à travers Eabha, avec la tête d'Eoghan Bel. »
Un poème en moyen irlandais Caithréim Cellaig donne un autre point de vue sur ce combat. Il indique qu'Eogan remporte la bataille mais qu'il est mortellement blessé et meurt peu après. Il est inhumé selon un rite païen à Ráith Ua Fiachrach en Knocknarea (en) avec sa lance rouge à la main comme défi au Uí Néill du Nord. Plus tard les Uí Néill exhument son corps et l'enterrent face contre terre à Óenach Locha Gile sur le Lough Gill dans le Cenél Caipre un domaine des Uí Néill. Eogan est décrit comme un grand et honorable guerrier. Des traditions locales affirment que Eogan a été inhumé sous un cairn nommé Magheraghanrush Court Tomb (en) dans le comté de Sligo.
Le poème précise qu'un de ses fils nommé Cellach, pupille de Kieran de Clonmacnoise, est mis à mort traîtreusement par les Uí Fiachrach Aidhne. Francis John Byrne estime que ce poème met en scène des personnages postérieurs et qu'il est le reflet d'une tradition liée à l'origine de la faide qui éclatera entre les lignées du nord et du sud des Uí Fiachrach. Eogan a comme successeur son fils Ailill Inbandae mac Eógain Beóil.

## Sources
- (en) Francis John Byrne, Irish Kings and High-Kings, Londres, Batsford, 1973 (ISBN 0-7134-5882-8)
- (en) T.W Moody, F.X. Martin, F.J. Byrne A New History of Ireland IX Maps, Genealogies, Lists. A companion to Irish History part II . Oxford University Press réédition 2011  (ISBN 9780199593064) Kings of Connacht to 1224 p. 138.